# Union sportive bressane Pays de l'Ain
La Union sportive bressane Pays de l'Ain és un club de rugbi a 15 francès situat a Bourg-en-Bresse que juga a la categoria Pro D2. Fou fundat l'any 1902